# عمارت متروکه (فیلم)
عمارت متروکه (انگلیسی: The Haunted Mansion) فیلمی به کاگردانی راب مینکاف، نویسندگی دیوید برنبام، تهیه‌کنندگی اندرو گان و دن هان و بازی ادی مورفی محصول سال ۲۰۰۳ میلادی است.